# یواس‌اس بلکفیش (اس‌اس۲۲۱)
یواس‌اس بلکفیش (اس‌اس۲۲۱) (به انگلیسی: USS Blackfish (SS-221)) یک زیردریایی بود که طول آن ۳۱۱ فوت ۹ اینچ (۹۵٫۰۲ متر) بود. این زیردریایی در سال ۱۹۴۲ ساخته شد.